# Magnum in parvo: Una filosofia en compendi

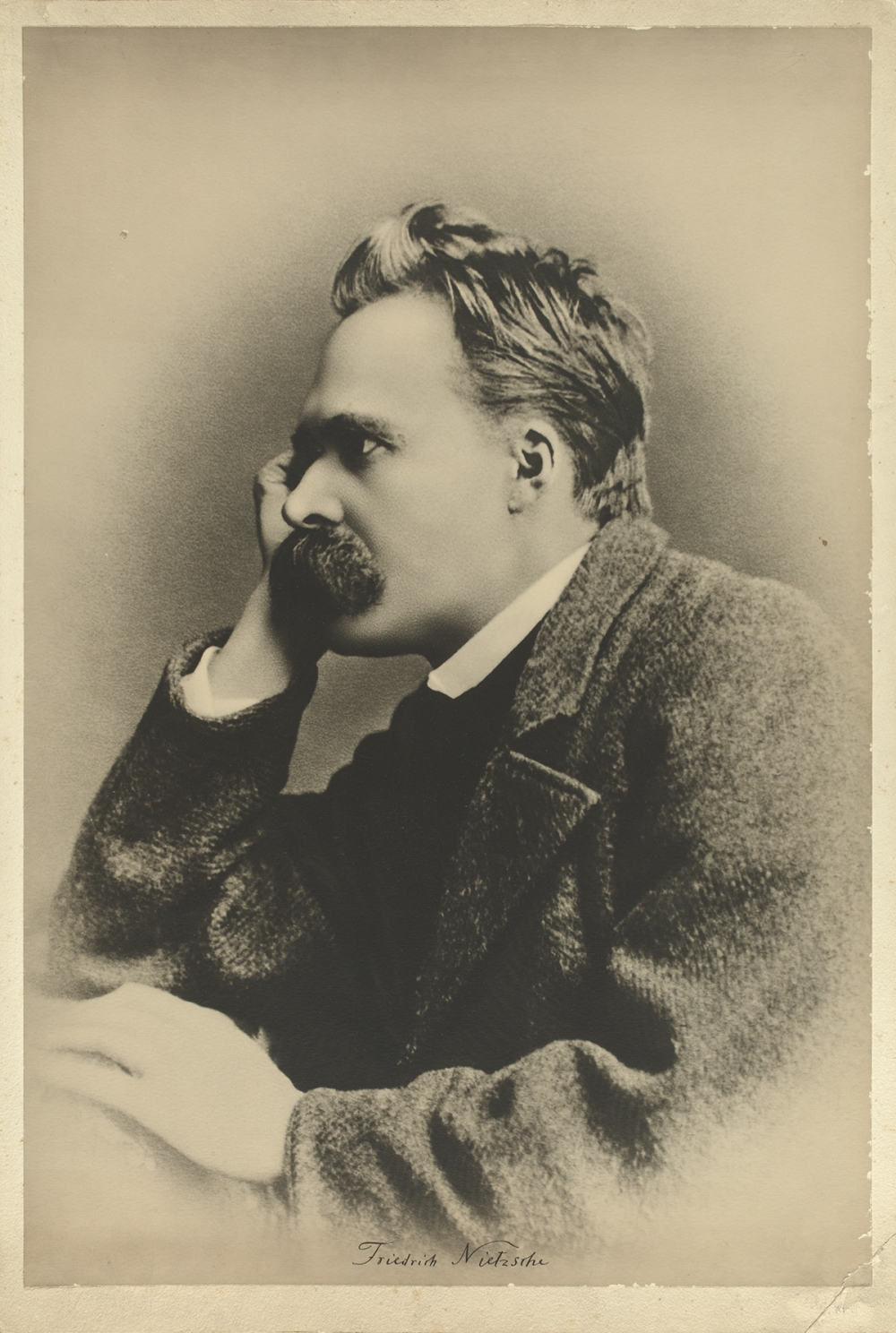
Retrat de Nietzsche, 1882 (Gustav Adolf Schultze)

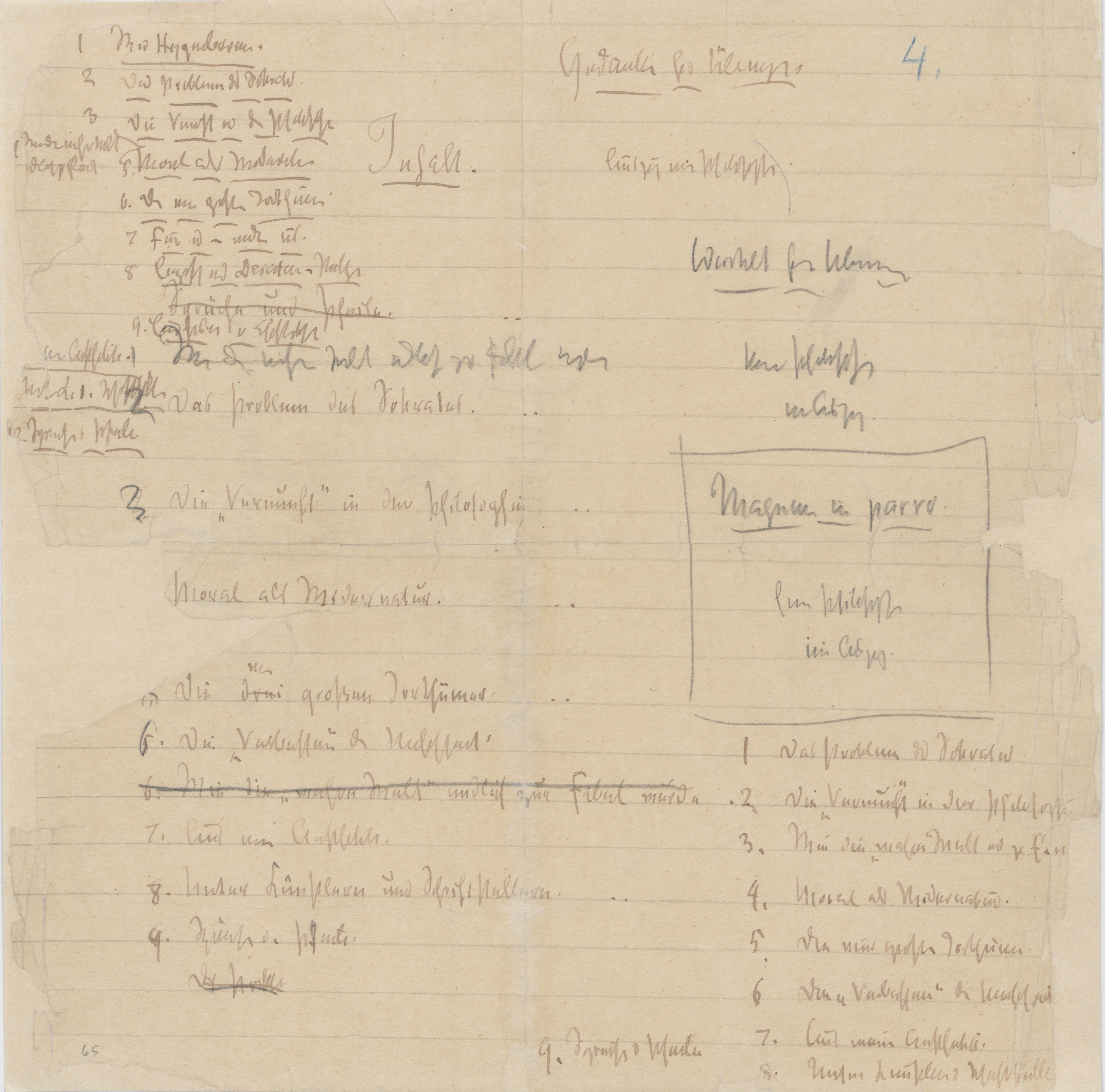
Pla de Magnum in parvo. Eine Philosophie im Auszug (Títol del llibre, nom i numeració dels dotze capítols)- Quaderns pòstums de Nietzsche - Carpeta amb fulls solts - Mp-XVI-4,29 - Maig a octubre de 1888 (http://www.nietzschesource.org/DFGA/Mp-XVI-4,29)

Magnum in parvo: Una filosofia en compendi (1888) (alemany: Magnum in parvo: Eine Philosophie im Auszug) és un projecte d'obra de Friedrich Nietzsche (1844-1900) concebut a Sils Maria (Suïssa) a la fi d'agost de 1888, últim estiu de la seva vida lúcida.
Es tracta d'un llibre que el filòsof de Röcken va planejar com a síntesi rigorosa i precisa del seu malmès projecte capital La voluntat de poder i en el qual s'aborden els temes clau del seu pensament. No obstant això, un sobtat canvi d'opinió en un context de creixent excitació mental previ al pròxim col·lapse psicofísic de Nietzsche va determinar que aquesta obra única veiés la llum no en la forma unitària prevista, sinó dissolta i barrejada amb altres materials en dos llibres diferents: Crepuscle dels ídols (1889) i L'Anticrist (1894)
El 2024, el catedràtic Joaquín Riera Ginestar va traduir, prologar i anotar la primera edició coneguda de Magnum in parvo (Alianza Editorial, 2024). Per a la reconstrucció científica de l'obra tal com Nietzsche la va dissenyar, el professor Riera va utilitzar els fragments pòstums i els manuscrits nietzscheans originals, estudiats, sistematitzats i editats críticament per Giorgio Colli i Mazzino Montinari.
L'edició de Magnum in parvo suposa la recuperació d'una peça de notable valor filosòfic i literari, més ben acabada, en conjunt, que els dos llibres en què es va dissoldre, ja que permet accedir de manera clara, sintètica i profunda a conceptes clau del pensament nietzscheà madur com ara els de mort de Déu, nihilisme,  suprahome,  l'Etern retorn i l'amor fati.